# The Walking Dead: The Ones Who Live
The Walking Dead: The Ones Who Live es una serie de televisión estadounidense postapocalíptica creada por Scott M. Gimple, Danai Gurira y Andrew Lincoln para AMC. Está ambientada tras la conclusión de la serie original The Walking Dead, con Lincoln, Gurira y Pollyanna McIntosh retomando sus papeles. Es la sexta serie derivada o spin-off y la séptima serie de la franquicia de The Walking Dead. The Ones Who Live se estrenó el 25 de febrero de 2024 en AMC y AMC+ para Estados Unidos.

## Premisa
En la temporada 10, años después de la desaparición de Rick Grimes, Michonne encuentra pruebas que le llevan a descubrir que Rick está vivo. Entonces, se decide a llevar a cabo un viaje hasta reencontrarse con su marido en una historia de amor en un mundo cambiado.

## Elenco y personajes

### Principales
- Andrew Lincoln como Rick Grimes, un ex-sheriff del condado de King, Georgia, y el exlíder de la Zona Segura de Alexandría, quien fue presuntamente dado por muerto en "What Comes After".
- Danai Gurira como Michonne, una guerrera con katana y la pareja de Rick quien dejó en grupo para buscar a su amante en "What We Become".
- Pollyanna McIntosh como Jadis Stokes / Anne, la suboficial mayor del CRM quien desapareció con Rick en el helicóptero de la República Cívica en "What Comes After". McIntosh también apareció en la segunda y última temporada de The Walking Dead: World Beyond.

### Recurrentes
- Terry O'Quinn como Beale, Líder General y fundador de la República Cívica Militar (CRM) derivada del spin-off The Walking Dead: World Beyond.[3]
- Lesley-Ann Brandt como Pearl Thorne.[4]

### Invitados
- Craig Tate como Donald Okafor: el teniente coronel del ejército de la República Cívica que entrena a Rick y Thorne.
- Frankie Quiñones como Esteban García: el divertido amigo de Rick de la República Cívica.
- Matthew August Jeffers como Nat: un ingeniero de una caravana de supervivientes que se hace amigo de Michonne.[3]
- Breeda Wool como Aiden: una sobreviviente embarazada y novia de Bailey. Wool retoma su papel de The Walking Dead .
- Andrew Bachelor como Bailey: el novio de Aiden a quien Michonne salvó previamente de los caminantes. Bachelor retoma su papel de The Walking Dead .
- Erin Anderson como Elle: hermana de Aiden y líder de una gran caravana de supervivientes nómadas.
- Julian Cihi como Benjiro: un artista de Civic Republic que graba retratos de personas en televisores y teléfonos viejos, incluidos Michonne y Judith para Rick.
- Tessa Slovis como Cleo Clifton: una nueva consignataria de Civic Republic que trabaja con Michonne.
- Will Brill como Dalton: el hermano menor de Red.
- Ben Dickey como Red: el líder de un trío de supervivientes desesperados que Rick y Michonne encuentran en Yellowstone .
- Han Van Sciver como Tina: la hermana menor de Red.
- Seth Gilliam como Gabriel Stokes, el sacerdote de Alexandria y antiguo interés amoroso de Jadis en The Walking Dead.[5]
- Cailey Fleming como Judith Grimes, la hija biológica de Lori y Shane y la hija adoptiva de Rick y Michonne. Fleming repite su papel de The Walking Dead.[6]
- Antony Azor como Rick "R.J." Grimes Jr., el hijo de Rick y Michonne. Azor repite su papel de The Walking Dead.[6]

## Episodios
| N.º | Título          | Dirigido por          | Escrito por                                                                           | Fecha de emisión original | Audiencia (millones) |
| --- | --------------- | --------------------- | ------------------------------------------------------------------------------------- | ------------------------- | -------------------- |
| 1   | «Years»         | Bert & Bertie         | Historia de: Scott M. Gimple, Danai Gurira y Andrew Lincoln Guion de: Scott M. Gimple | 25 de febrero de 2024     | 0.896                |
| 2   | «Gone»          | Bert & Bertie         | Nana Nkweti y Channing Powell                                                         | 3 de marzo de 2024        | 0.880                |
| 3   | «Bye»           | Michael Slovis        | Gabriel Llanas y Matthew Negrete                                                      | 10 de marzo de 2024       | 0.905                |
| 4   | «What We»       | Michael Slovis        | Danai Gurira                                                                          | 17 de marzo de 2024       | 0.876                |
| 5   | «Become»        | Michael E. Satrazemis | Gabriel Llanas y Matthew Negrete                                                      | 24 de marzo de 2024       | 0.815                |
| 6   | «The Last Time» | Michael E. Satrazemis | Scott M. Gimple y Channing Powell                                                     | 31 de marzo de 2024       | 0.852                |

## Producción

### Desarrollo
En 2018, tras su salida de la serie principal en The Walking Dead, se anunció que Andrew Lincoln protagonizaría una trilogía de películas centradas en Rick Grimes para AMC. Scott M. Gimple iba a escribir los guiones y se esperaba que la producción comenzara en 2019. En 2019, se reveló un avance que confirmaba que la trilogía se estrenaría en cines distribuida por Universal Pictures.
La serie fue anunciada en julio de 2022 por Scott M. Gimple, Andrew Lincoln y Danai Gurira en San Diego Comic-Con 2022. Lincoln y Gurira firmaron para repetir sus respectivos papeles de la serie de televisión. La primera temporada constará de seis episodios y pretende ser una serie continua. La serie se tituló The Walking Dead: Rick & Michonne en abril de 2023, luego se retituló The Walking Dead: The Ones Who Live en julio de 2023.

### Escritura
La serie fue creada por Gimple y Gurira, quienes también escribirán para la serie, con Gimple como showrunner. La serie fue creada por el final de la serie de The Walking Dead, "Rest in Peace", que contó con el regreso de Rick y Michonne.

### Filmación
La fotografía principal comenzó el 15 de febrero de 2023, y finalizó el 29 de mayo de 2023, bajo el título provisional Summit. Pollyanna McIntosh fue vista en el set de filmación en Nueva Jersey en marzo de 2023. El rodaje adicional se reanudaría durante la huelga de SAG-AFTRA de 2023 debido a un acuerdo entre AMC y SAG-AFTRA.

## Lanzamiento
La serie fue estrenada el 25 de febrero de 2024 en la plataforma de streaming AMC+.
Previamente del mismo año, se estrenó en la fecha de 19 de Abril, en la plataforma de Amazon Prime Video para espectadores en Latinoamérica 

## Recepción
El sitio web de recopilación de reseñas Rotten Tomatoes informó que el 91% de 33 críticos dieron a The Walking Dead: The Ones Who Live una reseña positiva. El consenso de los críticos del sitio web es: "Un spin-off de Walking Dead que equilibra el pasado y el presente sin escatimar en el alcance del éxito de taquilla, The Ones Who Live es un placer constante para los fanáticos de toda la vida".En Metacritic , que utiliza un promedio ponderado, asignó una puntuación de 62 sobre 100 basándose en 11 críticas, lo que indica "críticas generalmente favorables".